# Rungu (territoire)
Pour les articles homonymes, voir Rungu.
Le territoire de Rungu est une entité administrative déconcentrée de la province du Haut-Uele en république démocratique du Congo. 

## Géographie
Il s'étend aux environs de la ville d'Isiro au sud-ouest de la province.

## Commune
Le territoire compte une commune rurale de moins de 80 000 électeurs.
- Rungu, (7 conseillers municipaux)

## Chefferies
Il est composé de 7 collectivités (7 chefferies et aucun secteur) :  
| Subdivision   | Statut    |
| ------------- | --------- |
| Azanga        | Chefferie |
| Mayogo-Mabozo | Chefferie |
| Mayogo-Magbay | Chefferie |
| Mboli         | Chefferie |
| Medje-Mango   | Chefferie |
| Mongo-Masi    | Chefferie |
| Ndey          | Chefferie |